# Золотая медаль имени Д. В. Скобельцына
Золотая медаль имени Д. В. Скобельцына — медаль, присуждаемая с 2004 года Российской академией наук за выдающиеся работы в области физики элементарных частиц и космических лучей.

Названа в честь русского советского физика-экспериментатора, специалиста в области космических излучений и физики высоких энергий Дмитрия Владимировича Скобельцына.

## Лауреаты премии
- 2004 — Георгий Тимофеевич Зацепин — за выдающийся вклад в физику космических лучей, физику элементарных частиц и астрофизику, создание первоклассной научной школы
- 2009 — Владимир Николаевич Гаврин — за выдающийся вклад в исследование солнечных нейтрино и в открытие нейтринных осцилляций
- 2014 — Галина Александровна Базилевская — за выдающийся вклад в физику космических лучей и солнечно-земную физику
- 2019 — Аркадий Моисеевич Гальпер — за выдающийся вклад в развитие космических методов исследований в области астрофизики космических лучей и гамма-астрономии
- 2024 — Сергей Петрович Денисов — по совокупности экспериментальных работ в области частиц высоких энергий[1]